# تشارلز نيل بارني
تشارلز نيل بارني (بالإنجليزية: Charles Neal Barney)‏ هو سياسي أمريكي، ولد في 27 يونيو 1875، وتوفي في 24 أبريل 1949. حزبياً، نشط في الحزب الجمهوري.